# Яковленко, Даниил Михайлович
Дании́л Миха́йлович Яковле́нко (2 октября 1916 — 18 февраля 1994) — участник Советско-финской и Великой Отечественной войн, полный кавалер ордена Славы.

## Биография
Родился 2 октября 1916 в селе Греково (Луганская область, Украина) в семье крестьянина. После окончания 7 классов работал на шахте. В  Красной Армии с 15 октября 1938 года. Участвовал в Советско-финской войне. В Великой Отечественной войне — с первых её дней.
 
25 июня 1944 года во время боёв возле Выборга, его самоходная установка была подбита, однако экипаж сумел подавить артиллерийскую батарею врага. Приказом Военного совета 21 А 16 июля 1944 был награждён  орденом Славы 3-й степени.
 
15 января 1945 года возле села Едлиньск (Польша) его экипажем самоходной установки было уничтожено 3 вражеских танка и штурмовое орудие. 4 февраля 1945 года приказом Военного совета 8 гвардейской армии был награждён  орденом Славы 2-й степени. 

14 апреля 1945 года во время боёв возле Альт-Тухенбанд (Германия),  экипаж самоходной установки под командованием Яковленко, уничтожил 2 артиллерийских установки противника, 4 огневые точки и около 15 вражеских солдат. Демобилизовался в ноябре 1945 года. 

После демобилизации вернулся в Луганскую область, работал крепильщиком на шахте «Центральная». 15 мая 1946 награждён  орденом Славы 1-й степени. Умер 18 февраля 1994 года.

## Награды
- Орден Славы I степени (15 мая 1946 № 98030)
- Орден Славы II степени (4 февраля 1945 № 11774)[2]
- Орден Славы III степени (16 июля 1944 № 3134)
- Орден Отечественной войны I степени (6 апреля 1985)[3]
- Ряд медалей